# The Shield of Honor
The Shield of Honor est un film américain réalisé par Emory Johnson, sorti en 1927.

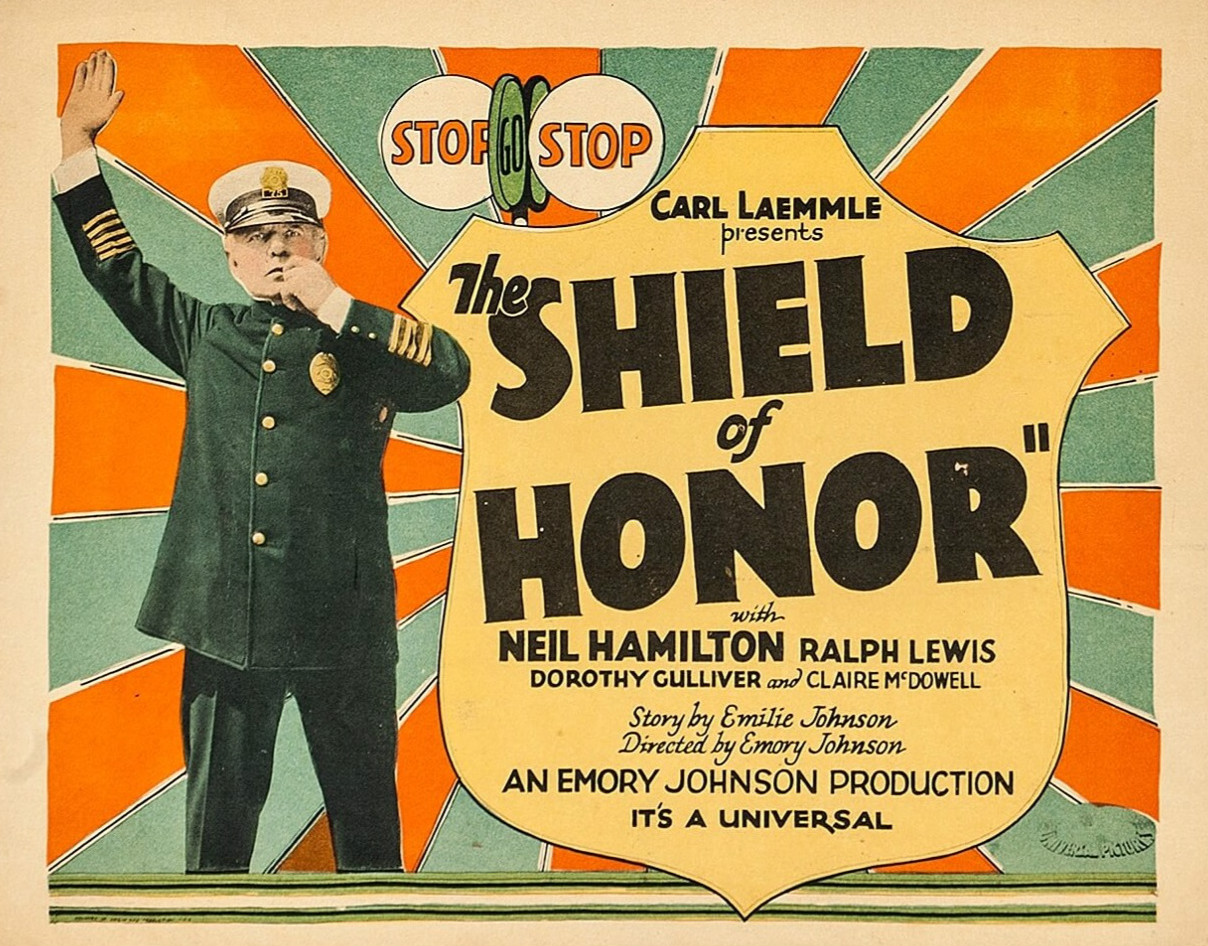
Carte promotionnelle pour le film.

Il a été utilisé pour la promotion du département de la police de Los Angeles en mettant en avant sa modernité.

## Synopsis
Jack MacDowell rejoint une nouvelle équipe de la police aérienne de Los Angeles. Il se lance à la recherche de l’auteur d’une série de cambriolages, dont l'un d'entre-eux a eu lieu dans la bijouterie du père de sa bien-aimée, Gwen O’Day. 

## Fiche technique
- Réalisation : Emory Johnson
- Scénario : Gladys Lehman, Leigh Jacobson d'après une histoire originale d'Emilie Johnson
- Production : Universal Pictures Jewel
- Producteur : Carl Laemmle[2]
- Photographie : Ross Fisher
- Décors : Charles Hall
- type : Noir & blanc
- Genre : Mélodrame[3]
- Distributeur : Universal Pictures
- Durée : 6 bobines
- Dates de sortie : 
  - États-Unis : 10 décembre 1927 (première à New York)[4].
  - États-Unis : 29 février 1928

## Distribution
- Neil Hamilton : Jack MacDowell
- Dorothy Gulliver : Gwen O'Day
- Ralph Lewis : Dan MacDowell
- Nigel Barrie : Robert Chandler
- Claire McDowell : Mrs. MacDowell
- Fred Esmelton : Howard O'Day
- Harry Northrup : A. E. Blair
- Thelma Todd : Rose Fisher
- David Kirby : Red
- Joseph W. Girard : Chef de la police
- William Bakewell : Jerry MacDowell
- Hank : le chien

|                             |
| Dorothy Gulliver Gwen O'Day |

|                              |
| Neil Hamilton Jack MacDowell |

|                           |
| Ralph Lewis Dan MacDowell |

|                              |
| Nigel Barrie Robert Chandler |

|                                |
| Claire McDowell Mrs. MacDowell |

|                         |
| Thelma Todd Rose Fisher |

|                                  |
| William Bakewell Jerry MacDowell |

|                            |
| Harry Northrup A. E. Blair |

|                           |
| Emory Johnson Réalisateur |